# Tarasowo (rejon diemiański)
Tarasowo (ros. Тарасово) – wieś (dieriewnia) w Rosji, w obwodzie nowogrodzkim, w rejonie diemiańskim. W 2010 liczyła 196 mieszkańców.